# Nick Koster
Nick Koster (Aalsmeer, 8 januari 2003) is een Nederlandse voetballer die doorgaans als middenvelder speelt.

## Carrière
Koster speelde voor amateurclub AFC alvorens hij in 2018 de overstap maakte naar de jeugdopleiding van AZ. Daar tekende de jeugdinternational in juni 2021 zijn eerste profcontract dat hem tot medio 2023 aan de Alkmaarders verbond. Op 1 november 2021 maakte hij namens Jong AZ zijn competitiedebuut als basisspeler tijdens een met 2-0 verloren uitwedstrijd bij Jong PSV, als invaller voor Ricuenio Kewal.

## Statistieken
| 2021/22                  | Jong AZ         | Eerste divisie  | 3 | 0 | – | – | – | – | 3 | 0 |
| Carrière totaal          | Carrière totaal | Carrière totaal | 3 | 0 | 0 | 0 | 0 | 0 | 3 | 0 |
| Bijgewerkt op 7 mei 2022 |                 |                 |   |   |   |   |   |   |   |   |